# Сунчалес
Сунчалес (исп. Sunchales) — город и муниципалитет в департаменте Кастельянос провинции Санта-Фе (Аргентина).

## История
В 1796 году, в рамках строительства оборонительной линии, прикрывающей с юга от нападения индейцев путь из Буэнос-Айреса в Верхнее Перу, здесь был возведён Форт-Сунчалес. К началу XIX века он потерял военное значение и был заброшен.
В 1867 году была предпринята первая попытка колонизации этих мест: властями провинции был утверждён план населённого пункта и присланы колонисты; однако, эта попытка провалилась. В 1871 году была предпринята вторая попытка колонизации, которая также закончилась провалом. Лишь в конце XIX века здесь, наконец, осели переселенцы из Европы, и начал расти населённый пункт, который в 1967 году получил статус города.

## Знаменитые уроженцы
- Паула Ормаэчеа (род.1992) — теннисистка.